# Stanley Cohen (bioquímico)
Para otras personas llamadas Stanley Cohen, ver Stanley Cohen (desambiguación)
Stanley Cohen (Brooklyn, Nueva York, 17 de noviembre de 1922-Nashville, Tennessee, 5 de febrero de 2020) fue un bioquímico estadounidense ganador del Premio Nobel de Fisiología o Medicina compartido con Rita Levi-Montalcini en 1986, por el aislamiento del factor de crecimiento nervioso y el descubrimiento del crecimiento epidérmico.

## Biografía
Tanto su madre como su padre eran inmigrantes judíos rusos que llegaron a América a principios de 1900. Su padre era sastre y la madre, ama de casa. Aunque tenían una educación limitada, le inculcaron los valores del logro intelectual y del aprovechamiento de los talentos que poseía. Fue educado en el sistema de escuelas públicas de la ciudad de Nueva York, siendo lo suficientemente brillante como para ser aceptado en el Brooklyn College. Su educación universitaria fue muy sólida, graduándose en biología y química. Sus intereses científicos durante el período universitario estuvieron centralizados en la biología celular y sobre todo en los misterios del desarrollo embrionario.

## Trayectoria
Estudió química y biología en el Brooklyn College de la Universidad de la Ciudad de Nueva York. Después de trabajar como bacteriólogo en una planta de procesamiento de lácteos para ganar dinero, obtuvo su maestría en zoología del Oberlin College en 1945. Finalmente hizo su doctorado en bioquímica en la Universidad de Míchigan en 1948.
En la Universidad de Colorado estudió sobre pediatría y bioquímica y efectuó estudios metabólicos en pequeños prematuros. Posteriormente, en 1952, se trasladó a la Universidad de Washington para trabajar con Martin Kamen, en el Departamento de Radiología; allí aprendió la metodología de los isótopos, mientras estudiaba la fijación de dióxido de carbono, bajo la tutoría del doctor Arthur Kornberg. Trabajó durante varios años en el laboratorio de investigación con Rita Levi-Montalcini, quien descubrió el factor de crecimiento nervioso. Cohen pudo demostrar que el factor de crecimiento era una cadena polipeptídica.
Cohen descubrió también el factor de crecimiento epidérmico (EGF), que se inserta en una proteína receptora de la membrana de las células epiteliales, tras lo cual se estimula la reproducción de las células epidérmicas, y determinó la secuencia de sus aminoácidos. La producción artificial del EGF es muy útil en la curación de heridas de la piel y la córnea.
Desde 1959 fue profesor de bioquímica de la Universidad de Vanderbilt, labor que compartió desde 1976 con la de profesor-investigador en la Sociedad Americana para la Investigación del Cáncer.